# Chiesa di Sant'Anna (Zandobbio)
La chiesa dei Sant'Anna è il principale luogo di culto cattolico di Selva frazione di Zandobbio, in provincia e diocesi di Bergamo. Fa parte del vicariato di Trescore Balneario.

## Storia
La costruzione della chiesa intitolata a sant'Anna nella frazione Selva di Zandobbio fu autorizzata dalle autorità nel 1729. Il lascito testamentario di don Antonio Pecis permise una ristrutturazione nell'Ottocento e ancora sussidiaria della parrocchiale di Sant'Anna di Zandobbio. Nuovi lavori furono eseguiti dal 1899 al 1910 che conferirono all'edificio la nuova forma architettonica con facciata rivestita in marmo rosa delle vicine cave.
La chiesa ottenne l'autonomia canonica a parrocchiale con decreto del 1960 del vescovo Giuseppe Piazzi, e lo smembramento dalla parrocchiale di Zandobbio e con il riconoscimento civile decretato del medesimo anno dall'allora Presidente della Repubblica. La raggiunta autonomia portò la comunità a eseguire lavori di consolidamento e ammodernamento dell'edificio con la torre campanaria e nuovi decori alla cupola. Nel 1971 fu posto il nuovo altare rivolto verso l'aula, in ottemperanza all'adeguamento liturgico delle chiese. Fu consacrato dal vescovo di Bergamo Clemente Gaddi che confermò l'intitolazione della parrocchiale a sant'Anna facendo dono delle reliquie dei santi Alessandro di Bergamo, Clemente e Giorgio che furono sigillate nella nuova mensa.
Con decreto del 27 maggio 1979 del vescovo di Bergamo Giulio Oggioni la chiesa fu inserita nel vicariato locale di Trescore Balneario.

## Descrizione

### Esterno
L'edificio di culto è posto sulla parte superiore della via di Sant'Anna in prossimità delle cave del marmo di Zandobbio, e ha la bella facciata in marmo rosa estratto dalle cave della località. La chiesa è anticipata dal sagrato di piccole dimensioni delimitato da alti paracarri, con al cappella dedicata alla grotta di Lourdes. La facciata tripartita da quattro lesene sempre in marmo, poggianti su basamenti in pietra bocciardata e coronate da capitelli che reggono la cornice marcapiano che divide la fronte in due ordini. Nell'ordine inferiore il portale d'ingresso con paraste che reggono l'architrave con gocciolatoio. L'ordine superiore ospita nella sezione centrale l'apertura con contorno a sesto ribassato sempre in pietra calcarea La parte termina con una ulteriore cornice che la divide con il timpano triangolare con la croce ferrea posta a coronamento. Laterali due parti modanate a dorso di delfino che fanno da collegamento.

### Interno
L'interno a unica navata con lesene in stucco a lucido da la dividono in tre campate di cui quella centrale compone un piccolo transetto. Ogni campata ha lateralmente una finestra a tutto sesto che la illumina. La zona del presbiterio è rialzata da due gradini con volta a botte e terminante con coro absidato.